# العلاقات الأوكرانية الفنزويلية
العلاقات الأوكرانية الفنزويلية هي العلاقات الثنائية التي تجمع بين أوكرانيا وفنزويلا.

## مقارنة بين البلدين
هذه مقارنة عامة ومرجعية للدولتين:
| وجه المقارنة                                              | أوكرانيا                                   | فنزويلا                                  |
| --------------------------------------------------------- | ------------------------------------------ | ---------------------------------------- |
| المساحة (كم2)                                             | 603.63 ألف                                 | 916.45 ألف                               |
| عدد السكان (نسمة)                                         | 45.55 مليون                                | 28.87 مليون                              |
| الكثافة السكانية (ن./كم²)                                 | 75.46                                      | 31.5                                     |
| العاصمة                                                   | كييف                                       | كاراكاس                                  |
| اللغة الرسمية                                             | اللغة الأوكرانية                           | اللغة الإسبانية، لغة الإشارة الفنزويلية ‏ |
| العملة                                                    | هريفنا أوكرانية، كاربوفانيتس، روبل سوفييتي | بوليفار فنزويلي                          |
| الناتج المحلي الإجمالي (بليون دولار)                      | 112.15 مليار                               | 482.36 مليار                             |
| الناتج المحلي الإجمالي (تعادل القوة الشرائية) بليون دولار | 352.98 مليار                               |                                          |
| الناتج المحلي الإجمالي الاسمي للفرد دولار أمريكي          | 2.11 ألف                                   |                                          |
| الناتج المحلي الإجمالي للفرد دولار أمريكي                 | 8.66 ألف                                   |                                          |
| مؤشر التنمية البشرية                                      | 0.747                                      | 0.762                                    |
| رمز المكالمات الدولي                                      | +380                                       | +58                                      |
| رمز الإنترنت                                              | .ua، .укр ‏                                 | .ve                                      |
| المنطقة الزمنية                                           | ت ع م+02:00، ت ع م+03:00، توقيت شرق أوروبا | 00                                       |

## منظمات دولية مشتركة
يشترك البلدان في عضوية مجموعة من المنظمات الدولية، منها:
| علم المنظمة | اسم المنظمة                        | تاريخ انضمام أوكرانيا | تاريخ انضمام فنزويلا |
| ----------- | ---------------------------------- | --------------------- | -------------------- |
|             | يونسكو                             | 12 مايو 1954          | 25 نوفمبر 1946       |
|             | وكالة ضمان الاستثمار متعدد الأطراف | 19 يوليو 1994         | 9 مايو 1994          |
|             | الأمم المتحدة                      | 24 أكتوبر 1945        | 15 نوفمبر 1945       |
|             | الاتحاد البريدي العالمي            | ?                     | ?                    |
|             | البنك الدولي للإنشاء والتعمير      | 3 سبتمبر 1992         | 30 ديسمبر 1946       |
|             | المنظمة الهيدروغرافية الدولية      | ?                     | ?                    |
|             | الاتحاد الدولي للاتصالات           | 7 مايو 1947           | 13 أغسطس 1920        |
|             | منظمة حظر الأسلحة الكيميائية       | ?                     | ?                    |
|             | مؤسسة التمويل الدولية              | 18 أكتوبر 1993        | 28 ديسمبر 1956       |
|             | منظمة التجارة العالمية             | 16 مايو 2008          | ?                    |
|             | منظمة الشرطة الجنائية الدولية      | ?                     | ?                    |

## أعلام
هذه قائمة لبعض الشخصيات التي تربطها علاقات بالبلدين:
- ستيفانيا فرناندز (4 سبتمبر 1990 – )

## وصلات خارجية
- موقع وزارة الخارجية الأوكرانية
- موقع وزارة الخارجية الفنزويلية